# La Passion Béatrice
La Passion Béatrice je francouzsko-italský hraný film z roku 1987 Bertranda Taverniera podle scénáře Colo O'Hagan Taverniera. Film se natáčel mj. na hradě Puivert.

## Děj
François de Cortemart a jeho syn Arnaud se vracejí do své vlasti pět let poté, co byli v roce 1346 zajati Angličany v bitvě u Kresčaku. Vůči své dceři Béatrice, která prodala majetek, aby za ně zaplatila výkupné, se otec stává stále více tyranským a násilným.

## Obsazení
| Bernard-Pierre Donnadieu | François de Cortemart |
| Julie Delpy              | Béatrice de Cortemart |
| Nils Tavernier           | Arnaud de Cortemart   |
| Monique Chaumette        | matka Françoise       |
| Robert Dhéry             | Raoul                 |
| Michèle Gleizer          | Hélène                |
| Maxime Leroux            | Richard               |
| Jean-Claude Adelin       | Bertrand Lemartin     |
| Jean-Louis Grinfeld      | pán Blanche           |
| Claude Duneton           | kněz                  |
| Isabelle Nanty           | chůva                 |
| François Hadji-Lazaro    | mnich                 |
| Jean-Luc Rivals          | Jehan                 |
| Roseline Villaumé        | Marie                 |

## Ocenění
- César: nejlepší kostýmy (Jacqueline Moreau); nominace v kategoriích nejlepší výprava (Guy-Claude Francois), nejlepší původní scénář nebo adaptace (Colo Tavernier), nejslibnější herečka (Julie Delpy)